# Голубев, Сергей Александрович
Сергей Александрович Голубев (15 июня 1907; с. Староверовка, Харьковская губерния — 12 октября 1994, Санкт-Петербург) — советский актёр театра и кино.

## Биография
Родился 15 июня 1907 года в селе Староверовка Харьковской губернии в семье матери и отца, который являлся врачом. В самом детстве мать ушла из жизни и в дальнейшем Голубев воспитывался отцом и тётей. Всё детство и юность провёл в Нижнем Новгороде, куда изначально переехали его родители.
Учился в школе, которую окончил в 1925 году, после чего переехал в Ленинград, где устроился калькулятором на завод Электроаппарат. Спустя два года поступил в 1-ю государственную художественную студию имени Н. Н. Ходотова, которую окончил в 1930 году, а после началась его актёрская карьера. Первые работы были в немом кино. Дебютный фильм с участием актёра назывался «Тайна Кара-Тау» (1930), где Голубев сыграл свою первую роль телеграфиста. Несмотря на то, что мужчина выступал на сценах других театров, в них он не задерживался долго. В основном служил театру под рук. С. Э. Радлова.
Вышел на пенсию в 1967 году. До начала 1970-х годов продолжал периодически снимался в фильмах, пока на него не упал спрос, после чего Голубев ушёл в тень. Последняя работа с участием Голубева была в телевизионном приключенческом фильме «Необыкновенные приключения Карика и Вали» (1987).
Ушёл из жизни 12 октября 1994 года в Санкт-Петербурге. Урна с прахом в колумбарии Санкт-Петербургского крематория.

### Личная жизнь
- Был дважды женат. Во втором браке его супругой стала актриса Ольга Владимировна Дикова[1].

## Фильмография
- 1932 — Тайна Кара-Тау — телеграфист
- 1955 — Дело Румянцева — шофёр
- 1955 — Михайло Ломоносов — ландкартист
- 1956 — Дорога правды — рабочий на собрании
- 1956 — Приключения Артёмки — полицейский
- 1957 — Балтийская слава — член судкома
- 1957 — Смерть Пазухина — нищий
- 1957 — Степан Кольчугин — командир Никитовской бригады
- 1957 — Шторм — Темяков
- 1958 — Андрейка — участие
- 1958 — В дни Октября — участие
- 1958 — Красные листья — полицейский
- 1958 — Отцы и дети — Егор
- 1958 — «Чудотворец» из Бирюлёва — купец
- 1959 — Дорога уходит вдаль — участие
- 1959 — Либерал — чиновник
- 1959 — Не имей 100 рублей… — отец Нади
- 1959 — Токтогул — надзиратель
- 1960 — Анафема — юродивый
- 1960 — Домой — рабочий
- 1960 — И снова утро — садовник
- 1960 — Люблю тебя, жизнь! — Прохоров
- 1960 — Плохая примета — рабочий
- 1960 — Сын Иристона — больной рабочий
- 1961 — Братья Комаровы — пастух
- 1962 — После свадьбы — Яльцев
- 1962 — Порожний рейс — шофёр Серафим
- 1962 — Человек-амфибия — ловец
- 1963 — Мандат — кашевар
- 1964 — Буря над Азией — участие
- 1964 — Весенние хлопоты — грузчик
- 1964 — Донская повесть — кларнетист
- 1964 — Поезд милосердия — участие
- 1965 — Дни лётные — отец
- 1965 — Иду на грозу — Лисицкий
- 1965 — Залп «Авроры» — участие
- 1965 — Рабочий посёлок — пассажир электрички
- 1965 — Третья молодость — участие
- 1966 — 12 могил Ходжи Насреддина — санитар
- 1966 — Начальник Чукотки — старик-чукча
- 1967 — Зелёная карета — рабочий сцены
- 1967 — Мятежная застава — Кружковский
- 1967 — Попутного ветра, «Синяя птица» — моряк
- 1967 — Татьянин день — извозчик
- 1969 — На пути в Берлин — участие
- 1970 — Африканыч — старик-односельчанин
- 1970 — Крушение империи — солдат
- 1974 — Цемент — Петрович
- 1976 — Строговы — Иван Топилкин
- 1987 — Необыкновенные приключения Карика и Вали — пенсионер

## Оценочные мнения
- По мнению киноведа А. Тремасова, Голубев обладал своеобразными внешними данными, но очень скоро стал востребованным в образах людей из народа, военных, рабочих[1].